# Das runde Ding vom Odenwald
Das runde Ding vom Odenwald ist ein Fernsehfilm aus dem Jahr 1987, welcher am 6. Juni 1987 im ZDF Premiere hatte.

## Handlung

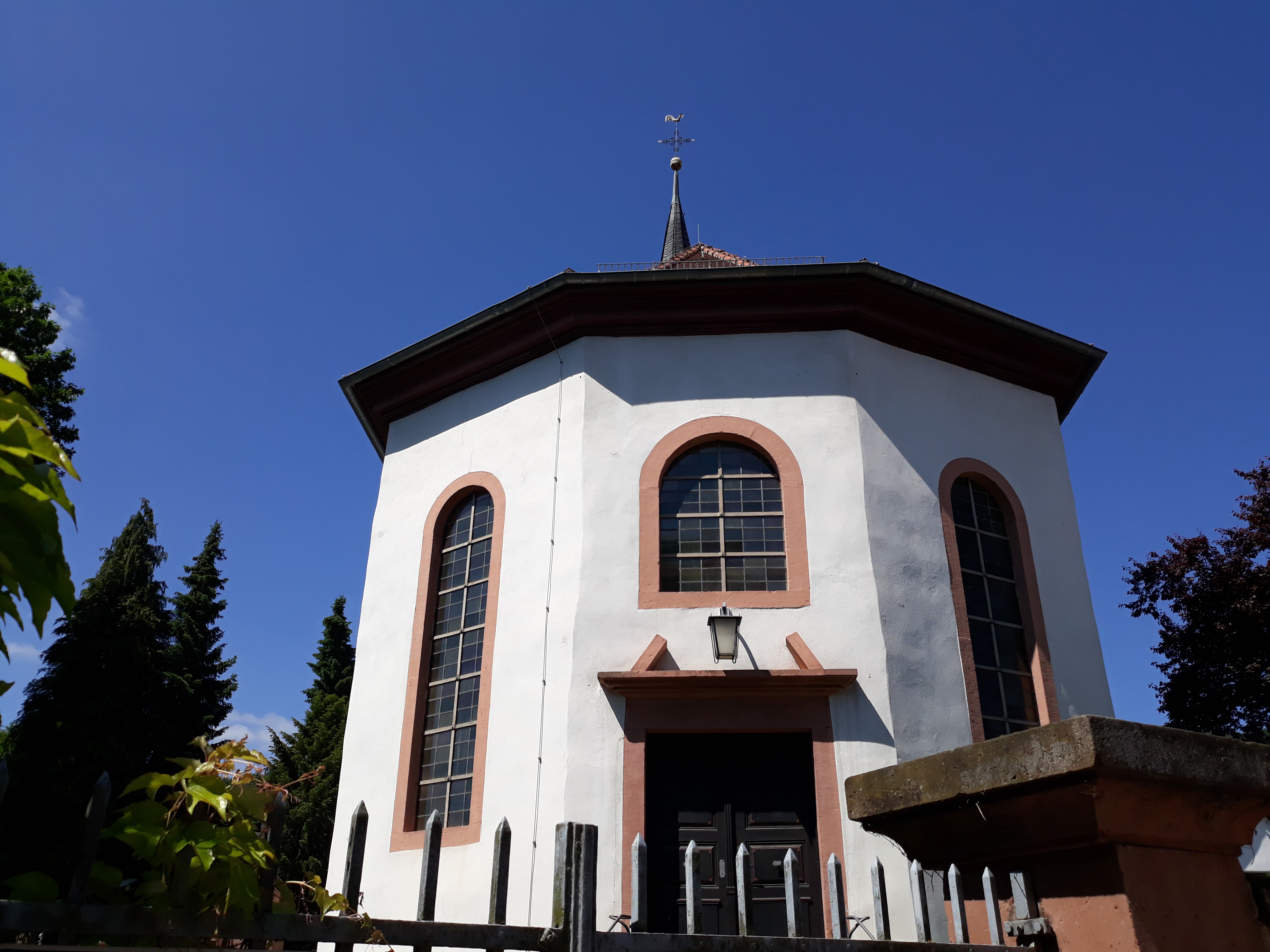
Einer der Drehorte: Die Schlierbacher Kirche

In einem kleinen hessischen Ort ist der noch sehr aktive Rentner Jean Lulay sehr verärgert, nachdem er eines Abends am Stammtisch zusammen mit den anderen älteren Herren am Tisch von den jüngeren 30/40-Jährigen aufgrund seines Alters für nicht mehr relevant angesehen worden ist. Aufgrund der hämischen Bemerkungen des örtlichen Bankfilialeiters und allgemeinen Wichtigtuers und Maulhelden Karl Schrunz beschließen Lulay und der pensionierte Beamte Walter Lohmann, der die Diskussion ebenfalls verfolgt hat, der jüngeren Generation eine Lektion zu erteilen.
Zusammen bauen sie in Lulays alter Hobby- und Modellbauwerkstatt ein fliegendes, beleuchtetes, ferngesteuertes UFO-Modell, und lassen dieses eines Nachts über dem Ort kreisen. Das UFO wird von drei Betrunkenen des Stammtischs gesehen, die gerade als letzte die Wirtschaft verlassen haben und auf dem Heimweg sind.
Am nächsten Tag kommt es beim Frühschoppen am Stammtisch zu lautstarken Diskussionen über das Ereignis. Da jedoch alle drei Zeugen in der Nacht sehr betrunken waren, nimmt man die berichtete UFO-Sichtung nicht ernst. Auch Karl Schrunz plädiert dafür, hierüber Stillschweigen zu wahren.
Da die beiden Rentner das UFO auch in weiteren Nächten fliegen lassen, und immer mehr Leute im Ort Zeuge werden, ist das Dorf schnell in Aufruhr.
Nachdem Karl Schrunz mit einem Beweisfoto beim hiesigen Landrat gewesen ist, nimmt er sich nun dem Thema an. Er ruft die Vorstände der lokalen Vereine zusammen und lässt sich zum Gesamtleiter für den Notfall ernennen. Hierbei präsentiert er seinen bereits ausgefertigten Notfallplan, der beim Wiedererscheinen des UFOs eingesetzt werden soll. Er selbst hat das UFO zu seinem Bedauern noch nie gesehen, was er aber dezent verschweigt.
Es wird nun aufgrund von Schrunz’ Vorschlägen die Mehrheit des Dorfes mobilisiert. Die Vereine und Bürger werden in Schichten unter anderem zur Luftüberwachung oder auch als Notfalltruppen eingesetzt. Die Jugend des Dorfes stellt Motorrad- und Mofastaffeln bereit und stehen nachts auf der Lauer. In der alten Schule wird eine Einsatzzentrale eingerichtet.
Karl Schrunz ist nun als Einsatzleiter Feuer und Flamme für die UFO-Jagd, vernachlässigt hierbei zum Ärger seiner Frau aber seine Arbeit in der Bank. Auch mit anderen Personen kommt es teilweise zu Ärger, da einige inzwischen finden, dass er das Thema zu groß aufzieht und übertreibt.
Nach einer weiteren UFO-Sichtung, bei der die beiden Rentner nun fast entdeckt worden wären, kommt es zu einem großen TV-Interview in der Wirtschaft des Dorfes. Karl Schrunz berichtet als Vorsitzender von den Ereignissen und beschreibt unter anderem auf Nachfrage das Verhalten des Fluggeräts, wobei ihm hierbei auch einige Fehler unterlaufen, da er es selbst immer noch nicht gesehen hat. Jean Lulay weist auf die falschen Angaben hin, wird aber erneut von Schrunz aufgrund seines Alters nicht für voll genommen und vor dem Reporter verunglimpft.
Daraufhin beschließen Lulay und Lohmann, das Ereignis aufzulösen. Beim späteren Fußball-Derby, bei dem ein Großteil des Dorfes versammelt ist, lassen sie das UFO nun am Tage fliegen und geben sich herbei zu erkennen. Nachdem Lulay Karl Schrunz vor allen Leuten seinen Streich präsentiert hat, werden er und Lohmann vom ganzen Dorf gefeiert.

## Produktion
Das Fernsehspiel wurde von der NFP im Auftrag des ZDF produziert.
Gedreht wurde unter anderem in den südhessischen Orten Schlierbach und Lindenfels im Odenwald. Viele der Einwohner spielten damals als Statisten mit. So beispielsweise bei den Szenen im Wirtshaus oder auch am Ende des Films auf dem Fußballplatz.
Bei dem UFO-Modell handelt es sich um ein Model eines Ringflüglers, welcher unter dem Namen „Turboplan“ im Modellbauhandel erhältlich war.